# 赭胸园丁鸟
，是雀形目园丁鸟科的一种鸟类，分布在新几内亚。
赭胸园丁鸟体重约138克，翼长约129.6毫米，嘴峰长约29毫米，喙宽度约9毫米，喙厚度约12.3毫米，跗蹠长约37.9毫米，尾长约89毫米。赭胸园丁鸟在其分布区内为留鸟，其栖息在密集的高大树木组成的森林中，食性为杂食性。

## 亚种
- [3]